# رسالة كليمانت الاولى

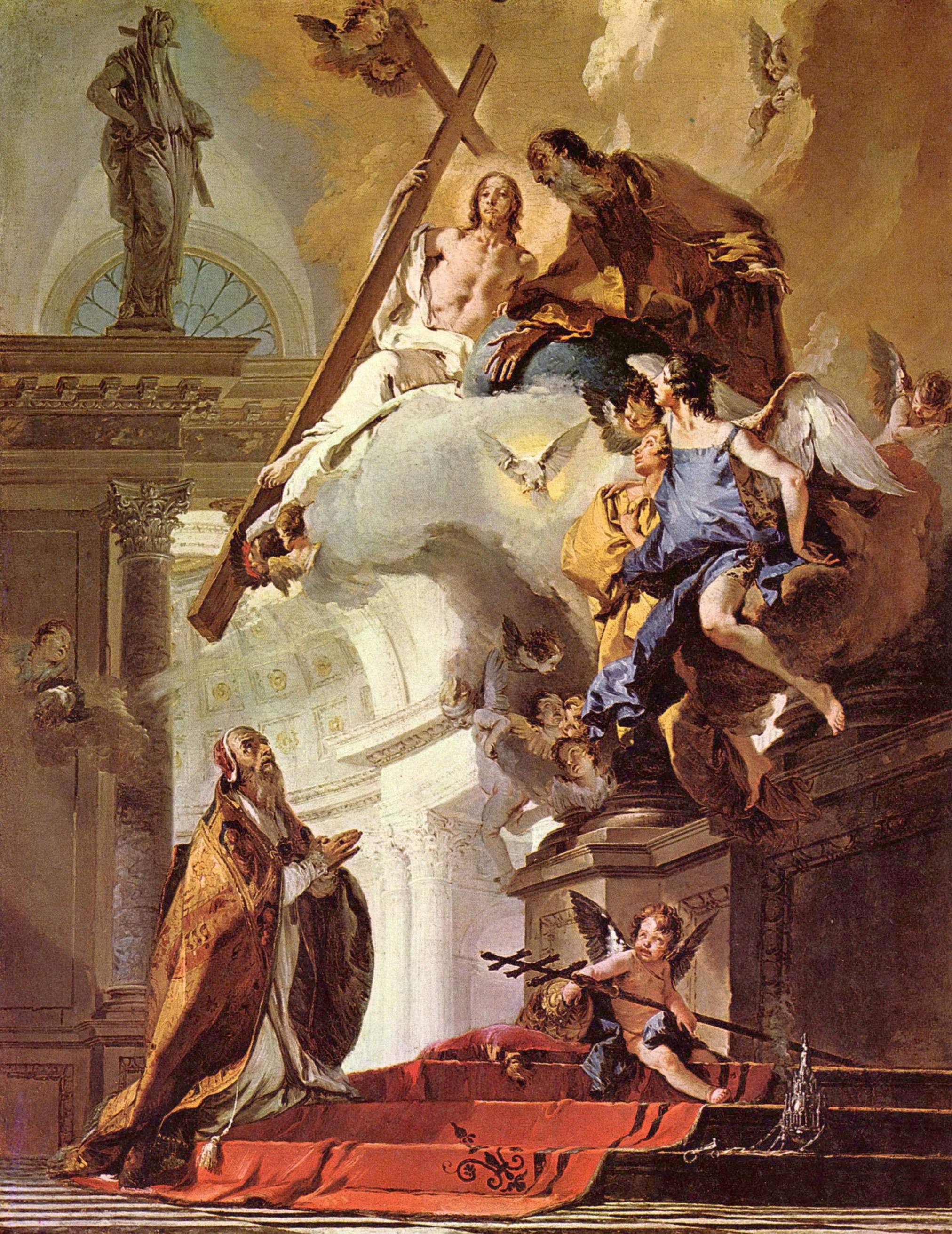
كليمنت آي.
بقلم تيبولو، في المعرض الوطني في لندن.

رسالة كليمانت الاولى أو رسالة أكليمندس الأولى، والمعروفة أيضا برسالة كليمنت إلى أهل كورنثوس (باليونانية: Κλήμεντος πρὸς Κορινθίους)‏ وإيجابيات Klēmentos Korinthious)، هي رسالة موجهة للمسيحيين في مدينة كورنثوس. الرسالة مؤرخة انها من نهاية القرن الأول أو بداية القرن الثاني م. وهي، جنبًا إلى جنب مع ديداكي أو ديداخى Didaquê وإنجيل توما، واحدة من أقدم الوثائق المسيحية المتبقية - إن لم تكن أقدمها - خارج الأناجيل الرسمية المدعوة ابوغريفا أو الغير قانونية. كما يوحي اسمها، هناك أيضًا الرسالة الثانية لكليمان، التي تعتبر الآن زائفة .كليمندس لا تعتبر عادة جزءًا من العهد الجديد القانوني. ولكن بعض كنائس اعتبرته سفر قانوني مثل كنيسة الاثيوبية. واقتبست الكنيسة في أنطاكية الديداخي وكليمندس الأول وعاملتهما على أنهما "كتاب مقدس واعتبره كليمندس الإسكندري وأوريجانوس كتابًا مقدسًا قانونيًا.

## التأليف والتاريخ
فيما يتعلق بالرسالة الأولى، يوجد إجماع أكاديمي يؤيد إلى حد كبير مصداقيتها،  بينما الرسالة الثانية يوجد إجماع كبير أيضا انها ليست لكليمنت. يعتقد أن الرسالة قد كتبت في نفس وقت كتابة سفر الرؤيا للقديس يوجنا حوالي 95-97 م. ج- لم يتم قبول أي من الرسائل كجزء من الكتاب المقدس القانوني، على الرغم من أنها كانت جزءًا من مجموعة النصوص المنسوبة إلى الآباء الرسوليين.
لا تحتوي الرسالة الأولى على اسم كليمانت، حيث تبدأ على هذا النحو: «من الكنيسة في روما إلى كنيسة الله في كورنثوس» .
الافتراض انها من نهاية القرن الأول أو بداية القرن الثاني، كان بسبب الاضطهاد الذي اصاب المسيحيين في إلى نهاية عهد الإمبراطور دوميتيان (96 د. ج) وذكر عبارة «... عقبات مفاجئة ومتكررة وسوء الحظ الذي حل بنا» (1: 1) في إشارة إلى اضطهادات دوميتيان. إشارة إلى هذا التاريخ تأتي أيضًا من حقيقة أن كنيسة روما تُدعى هنا «القديمة» وأن الشيوخ الذين نصبهم الرسل في مكانهم قد ماتوا بالفعل وأن الجيل الثاني قد تولى تلك المناصب في منتصف واخر القرن الثاني (راجع 44: 2 و 44: 3).

## المحتوى
سبب الكتابة هو نزاع في كورنثوس أدى إلى الإطاحة بالعديد من الشيوخ. بما أنه لم يتم اتهام أي منهم بارتكاب مخالفات أخلاقية، يقول كليمنت إن إبعادهم كان عقوبة شديدة للغاية وغير مبررة. الرسالة طويلة جدًا - ضعف حجم الرسالة إلى «العبرانيين» - وتتضمن عدة إشارات إلى العهد القديم، الذي أظهر المؤلف معرفة كبيرة به. يشير كليمان إليه مرارًا وتكرارًا على أنه «كتاب مقدس».
لكن رسالته لا تعتبر من الرسائل أو الكتب القانونية للكتاب المقدس.

## المرتبة الكنسي
عُثِر على رسالة كليمنت الروماني الأولى(رسالة كليمانت الاولى)، التي يعود تاريخها إلى عام 95 م تقريبًا، في العديد من الأناجيل القديمة، وكانت تعتبر كتابًا مقدسًا موحى به. تمت قراءة الرسالة علنًا من وقت لآخر في كورنثوس، وبحلول القرن الرابع انتشر هذا الاستخدام إلى الكنائس الأخرى. تم تضمينه في المخطوطة الإسكندرانية في القرن الخامس، والتي تحتوي على كامل العهدين القديم والجديد. تم تضمينه مع إنجيل يوحنا في البرديات القبطية اليونانية والأخميمية المجزأة المسماة البردية 6. تم إدراج إكليمندس الأول كقانون قانوني في "القانون 85" من قوانين الرسل، مما يدل على أن إكليمندس الأول كان له رتبة قانونية في بعض القوانين على الأقل. مناطق المسيحية المبكرة. كما يذكره ابن خلدون كجزء من العهد الجديد، مما يشير إلى أن الكتاب ربما كان مستخدمًا على نطاق واسع ومقبولًا في إسبانيا أو مصر في القرن الرابع عشر. في القرن الثامن، كان هناك آباء بيزنطيون وأنطاكيون، مثل القديس يوحنا الدمشقي، يعترفون بكتب مثل رسالة كليمندس الأولى إلى أهل كورنثوس أو كتاب أخنوخ كأعمال قانونية

## حذفه من الكتاب المقدس
بعد أن اعتبر البعض كتب الراعي لهرماس، والديداكي، ورسالة أكليمنضس، ورسالة برنابا، ورؤيا بطرس، على أنها أسفار قانونية، أصرَّت الكنيسة على شرط أساسي للموافقة على قانونية السفر، وهو أن يكون الكاتب أحد رسل المسيح، وليس أي شخص آخر، حتى لو كان من الآباء الرسوليين، وهذا ما دفع الكنيسة لإخراج بعض الأسفار التي اعتبرها البعض في وقت ما أنها أسفار قانونية، وهذا عين ما جاء في الترجمة اليسوعية أيضًا في نفس الموضع: "ويبدو أن مقياس نسبة المؤلَّف إلى الرسل استعمل استعمالًا كبيرًا، ففُقد رويدًا رويدًا كل مؤلَّف لم تثبت نسبته إلى رسول من الرسل ما كان له من الحظوة. فالأسفار التي ظلت مشكوكًا في صحتها، حتى القرن الثالث، هيَ تلك الأسفار نفسها التي قام نزاع على صحة نسبتها إلى الرسل في هذا الجانب، وذلك من الكنيسة"

## اكتشافه
على الرغم من أنها معروفة منذ العصور القديمة، إلا أنه عُثِر على أول وثيقة تحتوي على رسالة كليمندس والتي يجب أن يدرسها العلماء الغربيون في عام 1628، بعد أن تم تضمينها مع الكتاب المقدس اليوناني القديم الذي قدمه بطريرك القسطنطينية كيرلس الأول إلى الملك تشارلز الأول ملك إسبانيا. إنجلترا.أُعيد اكتشاف أول نسخة كاملة من رسالة كليمندس الأولى في عام 1873، أي بعد حوالي أربعمائة عام من سقوط القسطنطينية، عندما وجدها فيلوثيوس برينيوس في المخطوطة اليونانية هيروسوليميتانوس، المكتوبة في عام 1056. هذا العمل، المكتوب باللغة اليونانية، تمت ترجمته إلى ثلاث لغات على الأقل في العصور القديمة: عُثِر على ترجمة لاتينية من القرن الثاني أو الثالث في مخطوطة من القرن الحادي عشر في مكتبة المدرسة اللاهوتية في نامور، بلجيكا، ونشرها جيرمان موران في عام 1894؛ عُثِر على مخطوطة سريانية، موجودة الآن في جامعة كامبريدج، بواسطة روبرت لوبوك بنسلي في عام 1876، وترجمها إلى الإنجليزية في عام 1899؛ وقد نجت ترجمة قبطية في نسختين من ورق البردي، إحداهما نشرها سي. شميدت عام 1908 والأخرى كتبها ف. روش عام 1910.تكشف ترجمة نامور اللاتينية عن تاريخها المبكر بعدة طرق. يشهد على تاريخها المبكر عدم دمجها مع الرسالة الزائفة اللاحقة لرسالة كليمنت الثانية، كما عُثِر على جميع الترجمات الأخرى، وعدم إظهار أي معرفة بمصطلحات الكنيسة التي أصبحت سارية لاحقًا - على سبيل المثال، ترجمة اليونانية المشيخية ككبار السن بدلاً من الترجمة الصوتية إلى المشيخية.

## وصلات خارجية
- رسالة كليمانت الثانية
- الرسالة الثالثة إلى كورنثوس